# Edinburgh Investment Trust
Edinburgh Investment Trust plc ist eine britische Investmentgesellschaft mit Sitz in Edinburgh.
Das Unternehmen investiert hauptsächlich in britische Wertpapiere, mit dem langfristigen Ziel, den Financial Times Stock Exchange (FTSE) All-Share Index zu übertreffen und ein Wachstum der Dividenden pro Aktie zu generieren, das über der britischen Inflationsrate liegt. Sie investiert außerdem bis zu 20 % des Portfolios in Wertpapiere, die an Börsen außerhalb des Vereinigten Königreichs notiert sind. Das Portfolio umfasst 40 bis 50 Titel, von denen etliche in ihrem Bereich Weltmarktführer sind.
Das Unternehmen investiert in die Sektoren Industriewerte, Gesundheitswesen, Drogerien und Lebensmittelgeschäfte, Luft- und Raumfahrt, Verteidigung, Finanzdienstleister, Energie und andere.
Im März 2024 beliefen sich die verwalteten Mittel auf insgesamt 1,242 Mrd. Pfund
Die Fondsmanager des Trusts sind Emily Banard und Imran Sattar von Liontrust Fund Partners LLP.
Das Unternehmen ist an der Londoner Börse gelistet und Teil des FTSE 250 Index.

## Nachweise
1. ↑  ELISABETH-STHEEMAN-A1TVF2. www.de.marketscreener.com, abgerufen am 27. März 2024.
2. ↑  THE-EDINBURGH-INVESTMENT--9590164/fundamentals. www.de.marketscreener.com, abgerufen am 27. März 2024.
3. ↑  edinburgh-investment-trust.co.uk. www.edinburgh-investment-trust.co.uk, abgerufen am 27. März 2024.
4. ↑  edinburgh-investment-trust-ord-25p-share. www.hl.co.uk, abgerufen am 27. März 2024.
5. ↑  edinburgh-investment-tst-plc. www.trustnet.com, abgerufen am 27. März 2024.